# Exit (Sick Luke)
Exit è un singolo del DJ producer italiano Sick Luke, pubblicato il 12 luglio 2024.

## Descrizione
Il brano ha visto la partecipazione vocale del rapper italiano Lazza e del rapper argentino Duki.

## Video musicale
Il video, diretto da LateMilk, è stato reso disponibile in concomitanza del lancio del singolo sul canale YouTube di Sick Luke.

## Tracce
Testi di Jacopo Lazzarini e Mauro Ezequiel Lombardo, musiche di Luca Antonio Barker.
1. Exit (feat. Lazza & Duki) – 3:27

## Classifiche
| Classifica (2024) | Posizione massima |
| ----------------- | ----------------- |
| Italia            | 43                |